# ذبابة يقظة
ذبابة يَقِظَة هي ذبابة من فصيلة الذبابية المنزلية. زباناها وملامسها بنية اللون. تسرح من نيسان إلى كانون. مرتعها الأزهار والأوراق ومختلف المواد الممختمرة. يرقاتها ناثلة.